# 겟어웨이 (1972년 영화)
《겟어웨이》(영어: The Getaway)는 미국에서 제작된 샘 페킨파 감독의 1972년 액션 스릴러 영화이다. 스티브 매퀸, 앨리 맥그로 등이 출연하였고, 데이비드 포스터 등이 제작에 참여하였다.
1994년 리메이크 영화 《겟어웨이: 끝없는 도주》가 개봉하였다.

## 줄거리
무장 강도죄로 10년형을 선고받고 4년째 복역 중인 카터 “독” 매코이는 가석방이 거부되자 아내 캐럴이 텍사스 교도소로 면회를 왔을 때 가석방 심의 위원회에 있는 부패한 샌안토니오 사업가 잭 베니언을 만나 뭐든 하라고 부탁한다. 베니언은 독의 가석방이 성사될 수 있게 뒤를 봐주는 대가로 자신의 졸개 루디, 프랭크가 저지를 은행 강도 범행에 끼라고 한다.
강도 중 프랭크가 경비를 죽이자 차 안에서 루디가 프랭크를 살해한다. 합류 장소인 버려진 농장 마당에서 루디는 독마저 죽이려고 하지만 독이 먼저 루디를 쏜다. 독과 캐럴은 50만 달러를 챙겨 달아난다. 그러나 방탄복을 입고 있던 루디는 부상만 입은 채 살아남는다.
독이 베니언의 저택을 찾아가 대화를 나누고 있을 때 캐럴이 몰래 등 뒤로 다가온다. 캐럴은 독에게 총을 겨누다가 마지막 순간 대신 베니언을 쏜다. 독은 자신의 가석방을 확보하기 위해 캐럴이 베니언과 잠자리를 가졌다는 걸 깨닫는다. 돈을 챙긴 독은 캐럴과 격렬히 다툰 뒤 함께 엘패소 국경으로 향한다. 한편 루디는 시골 수의사 해럴드에게 치료를 받은 뒤 해럴드와 아내 프랜을 납치한다. 베니언의 형제 컬리의 무리도 독을 추격하기 시작한다.
기차역에서 한 도둑이 캐럴의 개인 물품 보관함 열쇠를 바꿔치기하고 돈가방을 훔친다. 도둑이 돈뭉치 하나를 따로 주머니에 챙긴 뒤 독이 기차 안에서 도둑을 찾아내어 그를 때리고 돈가방을 회수한다. 부상을 입은 도둑과 기차 안에서 독에게 물총을 쐈다가 혼이 났던 소년은 경찰서에서 독의 머그샷을 지목한다.
둘은 캐럴이 산 차를 타고 전자 제품 매장에 들리고, 독은 휴대용 라디오를 사려고 한다. 매장 주인은 뉴스에서 본 독을 알아보고 경찰에 신고하고, 독은 옆 스포츠 용품 가게에서 훔친 산탄총을 출동한 경찰차에 쏘아 추적을 막는다.
한편 그간 서로에게 이끌려온 루디와 프랜은 묶여 있는 해럴드 앞에서 관계를 가지고, 해럴드는 화장실에서 목을 매달아 자살한다. 독이 범죄자들의 안전가옥으로 쓰이는 엘패소의 로클린 호텔으로 올 것을 알고 있는 루디는 프랜과 함께 로클린 호텔에서 독을 기다리는데...

## 출연진
- 스티브 매퀸 - 카터 “독” 매코이 역
- 앨리 맥그로 - 캐럴 매코이 역
- 벤 존슨 - 잭 베니언 역
- 앨 러테리 - 루디 버틀러 역
- 샐리 스트러더스 - 프랜 클린턴 역
- 슬림 피컨스 - 카우보이 역
- 리처드 브라이트 - 도둑 역
- 잭 도드슨 - 해럴드 클린턴 역
- 더브 테일러 - 로플린 역
- 보 홉킨스 - 프랭크 잭슨 역
- 로이 젠슨 - 컬리 역

## 기타 제작진
- 협력 제작: 고든 T. 도슨
- 미술: 테드 하워스
- 세트: 조지 R. 넬슨
- 의상: 레이 서머스
- 조감독: 뉴트 아널드, 고든 T. 도슨

## 우리말 녹음
MBC 성우진 (1985년 1월 3일)
KBS 성우진 (2000년 4월 22일)
- 김준 - 매코이 (스티브 매퀸)
- 이선 - 캐럴 (앨리 맥그로)
- 온영삼 - 잭 베니언 (벤 존슨)
- 문영래 - 루디 (앨 러테리)
- 박은숙 - 프랜 (샐리 스트러더스)
- 김관진 - 해럴드 (잭 도드슨)
- 오인성 - 프랭크 (보 홉킨스)
- 정기항
- 김규식
- 강연숙
- 조동희
- 유제상
- 김태웅

## 같이 보기
- 하이스트 영화